# Dino Felici
Dino Felici (Ortonovo, 1931 – Carrara, 2002) è stato uno scultore italiano.
Dino Felici è conosciuto in tutto il mondo per molte opere realizzate per conto di clienti privati o pubblici, ma soprattutto per aver scolpito le statue della Madonna che si trovano a Medjugorje: la prima nel 1986, collocata sul sagrato di fronte al Santuario; la seconda nel 2001, in cima alla Collina delle Apparizioni (Podboro).
Di rilievo pure la creazione dell'Altare e dell'Ambone nella Cattedrale di S.Maria a Vittoria (Gozo-Malta) nel 2000, o della macchina Mercedes C di marmo per la casa madre di Stoccarda. Una sua scultura (Madonna con Bambino) è stata pure riprodotta in una collezione di francobolli dell'Isola di Ascensione. La statua di Beethoven a grandezza naturale troneggia ancora nella scuola di Musica Conservatorio Takashimaya a Tokyo così come il Rilievo di Napoleone a cavallo nella sede di Tokyo della società Takashimaya.
Dino Felici iniziò a scolpire giovanissimo, a 14 anni. Dopo aver frequentato la scuola del marmo di Carrara conseguì il Diploma di Liceo Artistico. Iniziò a lavorare con il padre Eumene e quindi nel 1967 creò una ditta propria, che porta ancora oggi il suo nome.
Ammalatosi di SLA, Dino Felici è morto nel 2002, e a lui è dedicato un Premio culturale che viene consegnato ogni estate a Marina di Carrara, sua città di residenza per 40 anni. L'Associazione "Dino Felici" è stata creata per ricordarne la figura e premiare personalità che si sono distinte nell'ambito culturale, umanitario, sportivo o scientifico. Tra i premiati: Gianluigi Buffon, Augusto Binelli, Tilde Corsi, Ron, Alessandra Carpino Boeri, Mario Melazzini. L'Edizione 2010 è stata assegnata alla Fondazione Vialli-Mauro; quella del 2011 alla Fondazione "Stefano Borgonovo".